# Dúzia suja
Dúzia suja é a lista de doze produtos orgânicos persistentes proibidos pelo Programa das Nações Unidas para o Meio Ambiente em reunião em Estocolmo, em maio de 2001.

## Lista dos 12
1. Aldrin
2. Clordano
3. Dieldrin
4. DDT
5. Dioxinas
6. Endrin
7. Furanos
8. HCBs
9. Heptacloro
10. Mirex
11. PCBs
12. Toxafeno